# Pasmo 23 cm
Pasmo 23 cm (1240 – 1300 MHz) – amatorskie pasmo radiowe przyznane krótkofalowcom na całym świecie, w Polsce na zasadzie drugorzędności; zawiera się w zakresie fal decymetrowych.

## Podział pasma 23 cm[1]
Na dzień 3 kwietnia 2009
| Częstotliwość w MHz | Maksymalna szerokość pasma w kHz | Rodzaje emisji                   | Przeznaczenie                                                                                   | Przeznaczenie |
| ------------------- | -------------------------------- | -------------------------------- | ----------------------------------------------------------------------------------------------- | --- |
| 1240,000 – 1243,250 | 20                               | Wszystkie emisje                 | 1240,000 – 1241,000 1242,025 – 1242,250 1242,275 – 1242,700 1242,725 – 1243,250                 | Komunikacja cyfrowa Wyjścia przemienników, kanały RS1 – RS10 Wyjścia przemienników, kanały RS11 – RS28 Packet Radio dupleks, kanały RS29 – RS50 |
| 1243,250 – 1260,000 | (d)                              | ATV, cyfrowe ATV (DATV)          | 1258,150 – 1259,350                                                                             | Wyjścia przemienników, kanały R20 – R68 |
| 1260,000 – 1270,000 | (d)                              | Serwisy satelitarne              |                                                                                                 | |
| 1270,000 – 1272,000 | 20                               | Wszystkie emisje                 | 1270,025 – 1270,700 1270,725 – 1271,250                                                         | Wejścia przemienników, kanały RS1 – RS28 Packet radio dupleks, kanały RS29 – RS50 |
| 1272,000 – 1290,994 | (d)                              | ATV, cyfrowe ATV (DATV)          |                                                                                                 | |
| 1290,994 – 1291,481 | 12                               | FM/DV (Digital Voice np. D-Star) | 1291,000 – 1291,475                                                                             | Wejścia przemienników, kanały RM0 – RM19 |
| 1291,494 – 1296,000 | (d)                              | Wszystkie emisje                 | 1293,150 – 1294,350                                                                             | Wejścia przemienników, kanały R20 – R68 |
| 1296,000 – 1296,150 | 0,5                              | Telegrafia, MGM                  | 1296,000 – 1296,250 1296,138                                                                    | EME Środek aktywności PSK31 |
| 1296,150 – 1296,800 | 2,7                              | Telegrafia, SSB, MGM             | 1296,200 1296,370 1296,400 – 1296,600 1296,500 1296,600 1296,600 – 1296,700 1296,750 – 1296,800 | Wąskopasmowe centrum aktywności Częstotliwość wywoławcza FSK441 MS Wejścia przemienników liniowych Centrum przesyłania obrazów (SSTV, FAX, etc.) Centrum wąskopasmowych emisji cyfrowych (MGM, RTTY,...) Wyjścia przemienników liniowych Lokalne radiolatarnie (maks. 10W ERP) |
| 1296,800 – 1296,994 | 0,5                              | Telegrafia, MGM                  |                                                                                                 | Wyłącznie radiolatarnie(b) |
| 1296,994 – 1297,481 | 12                               | FM/DV                            | 1297,000 – 1297,475                                                                             | Wyjścia przemienników, kanały RM0 – RM19 |
| 1297,494 – 1297,981 | 12                               | FM/DV                            | 1297,500 – 1297,975 1297,500 1297,725 1297,900 – 1297,975                                       | Kanały simpleksowe, odstęp 25 kHz Środek aktywności FM Częstotliwość wywoławcza DV Simplex FM Internet voice gateways |
| 1298,000 – 1300,000 | 20                               | Wszystkie emisje                 | 1298,025 – 1298,500 1298,500 – 1300,000 1298,725 – 1299,000                                     | Wyjścia przemienników, kanały RS1 – RS28 Komunikacja cyfrowa (wewnątrz kanałów RS)(d) Packet radio duplex, kanały RS29 – RS40 |

- (b) Koordynacja radiolatarni opisana jest w VHF Manager Handbook
- (d) Szerokość pasma zgodna z narodowymi regulacjami
- W trakcie zawodów i otwarć propagacyjnych lokalny ruch wykorzystujący emisje wąskopasmowe powinien pracować w zakresie 1296,500 – 1296,800 MHz.